# Hunt-Nunatakker
Die Hunt-Nunatakker sind eine 3 km lange Nunatakkerkette im ostantarktischen Mac-Robertson-Land. In der Athos Range der Prince Charles Mountains ragen sie unmittelbar östlich des Mount Béchervaise auf.
Luftaufnahmen der Australian National Antarctic Research Expeditions (ANARE) aus dem Jahr 1965 dienten ihrer Kartierung. Das Antarctic Names Committee of Australia benannte sie nach Peter Hunt, leitender Hubschrauberpilot einer ANARE-Mannschaft zur Erkundung der Prince Charles Mountains im Jahr 1969.